# Molnár Levente (operaénekes)
Molnár Levente (Gyergyóremete, 1983. április 5. –) Liszt Ferenc-díjas magyar operaénekes, bariton, érdemes művész.

## Életpálya
Gyergyóremetén született 1983-ban. A csíkszeredai Nagy Imre Általános Iskolában is több ének- és népdalversenyt megnyert. Sikeresen felvételizett a Nagy István Művészeti Líceum magánének szakára. Az érettségi után, 18 évesen debütált az aradi Nemzeti Színházban, 21 évesen pedig Budapesten, a Magyar Állami Operaházban játszott főszerepeket. Nemzetközi bemutatkozására 2007-ben a Cardiffi Énekversenyen került sor, ahol döntősként Carlo Rizzi vezényletével mutatkozott be. Egy évvel később már a londoni Covent Gardenben énekelt, 2009-tól, öt éven át pedig a müncheni Bayerische Staatsoper társulatának egyik vezető baritonja volt. Az elmúlt években Berlinben, Bécsben, Bordeaux-ban, Münchenben, Londonban, Tokióban és Madridban is fellépett, dolgozott például Juan Diego Flórez-szel és Rost Andreával, valamint Marco Armiliato, Ascher Fisch, Zubin Mehta és Kent Nagano világhírű karmesterekkel.
2015-2016-ban a New York-i Metropolitan közönsége előtt két főszerepet is énekelt.
2016-ban művészi munkáját Liszt Ferenc díjjal ismerték el.
2017 júliusában szülőfalujában, Gyergyóremetén a falunapok keretein belül díszpolgári címmel tüntették ki.
2017-ben a Kossuth- és Jászai-díjas Vidnyánszky Attila rendezésében, Erkel Bánk bánjának címszerepében léphetett színpadra, amely előadás 2018 októberében a New York-i David H. Koch Theaterben is debütált. Alakítását Fred Plotkin, az USA egyik legkiválóbb opera-szakértője, a WQXR, amerika első kereskedelmi-klasszikus zenei rádiójának munkatársa a 2018-as év egyik meghatározó alakításaként említi, dicséretben részesíti Molnár Levente Bánk bánját a Lincoln Centerben. Nem kisebb nevek mellett szerepel a neve, mint Plácido Domingo és Thomas Hampson.
Szintén 2017-ben Magyar Örökség díjjal tüntették ki.
2018 augusztusában a Magyar Nemzeti Színház meghívására, a Csíksomlyói Passió „hazatérése” alkalmából újraálmodott előadásban lépett színpadra Pilátus szerepében, a csíksomlyói Nyeregtetőn, 25 000 ember előtt.
A 2018/2019-es évadban, a Magyar Állami Operaház előadásai mellett, visszatért Münchenbe is.
2019. február 21-én jelent meg első szólólemeze, Nagyok, melankolikusok, vidámak, hősök címmel (angolul: Giants, tragedians, comedians, heroes), a Universal Music Hungary gondozásában.
A 2019/2020-as évadban pedig többek között San Franciscóban és Tel Avivban énekel majd.
2022-ben a Nemzetközi Színházi Intézet (ITI) Magyar Központja által alapított Hevesi Sándor-díjjal ismerték el a magyar nyelvű színházi kultúra nemzetközi elismertetéséért végzett munkáját.
2023-ban Érdemes Művész címmel tüntették ki. 

## Legfontosabb operaházak, ahol fellépett
- Magyar Állami Operaház – Budapest
- Bayerische Staatsoper – München
- Covent Garden – London
- National Theater – Bordeaux
- Bastille – Párizs
- Teatro Real – Madrid
- Deutsche Oper – Berlin
- New National Theatre – Tokió
- Opera Nationala – Bukarest
- Royal Danish Theater – Koppenhága
- Staatsoper – Bécs
- Metropolitan Opera - New York
- Lincoln Center (David H. Koch Teather) - New York
- San Francisco Opera - San Francisco

## Legfontosabb színpadi szerepei
- Petőfi Sándor-Kovács Adrián- Bereczki Ágota: A helység kalapácsa - Fejenagy, a helyi kovács
- Bartók: A kékszakállú herceg vára - Kékszakállú
- Bizet: Carmen - Escamillo
- Csajkovszkij: Anyegin – Anyegin
- Donizetti: Don Pasquale – Malatesta
- Donizetti: Szerelmi bájital – Belcore
- Erkel Ferenc: Bánk bán - Bánk bán
- Humperdinck: Jancsi és Juliska – Péter
- Kacsóh Pongrác: János vitéz – Bagó
- Leoncavallo: Bajazzók - Silvio, Tonio
- Mascagni: Parasztbecsület - Alfio
- Mozart: Don Giovanni – Don Giovanni, Masetto
- Mozart: Figaro házassága - Almaviva gróf, Figaro
- Mozart: Così fan tutte – Guglielmo
- Mozart: A varázsfuvola - Papageno
- Nicolai: A windsori víg nők - Ford
- Puccini: Bohémélet – Marcello
- Puccini: Mannon Lescaut - Lescaut
- Puccini: Pillangókisasszony - Sharpless
- Purcell: Dido és Aeneas - Aeneas
- Rossini: A sevillai borbély – Figaro
- Richard Strauss: Arabella – Mandryka
- Viktor Ullmann: Atlantisz császára – Overall császár
- Verdi: Don Carlos - Posa
- Verdi: Falstaff – Ford
- Verdi: Simon Boccanegra – Paolo Albiani
- Wagner: Lohengrin – Hirdető
- Wagner: Parsifal – Amfortas
- Wagner: Tannhäuser – Wolfram

## Diszkográfia
- Nagyok, melankolikusok, vidámak, hősök - bariton áriák, szólólemez (2019, Universal Music Kiadó) [10]

## Díjak
- Liszt Ferenc-díj (2016)[11]
- Kriterion Koszorú (2016)[12]
- Gyergyóremete díszpolgára (2017)[1]
- Magyar Örökség díj (2017)[13]
- Hevesi Sándor-díj (2022)[8]
- Érdemes művész (2023)

## Családja
Mester Viktória operaénekesnőtől született lányuk Ajna Mária.